# Нивки (Коростенский район)
Ни́вки (укр. Нивки) — село на Украине, основано в 1843 году, находится в Коростенской городской общине Житомирской области.
Код КОАТУУ — 1822386403. Население по переписи 2001 года составляет 131 человек. Почтовый индекс — 11575. Телефонный код — 4142. Занимает площадь 0,957 км².